# Няртсюю
Няртсюю — река в России, протекает в округе Вуктыл Республики Коми. Устье реки находится в 172 км по левому берегу реки Щугор. Длина реки составляет 16 км.
Река вытекает из небольшого горного озера в 3 км к юго-востоку от горы Тельпосиз, самой северной вершины Северного Урала. От истока течёт на северо-восток, вскоре поворачивает на север. Всё течение имеет характер горного потока, река образует небольшую долину между горой Тельпосиз на западе и хребтом Ууты на востоке.
В нижнем течении скорость течения составляет 1,6 м/с, ширина реки около 12 метров. Впадает в Щугор в 14 км к северо-востоку от горы Тельпосиз в том месте, где долина Щугора образует условную границу Северного и Приполярного Урала.

## Данные водного реестра
По данным государственного водного реестра России относится к Двинско-Печорскому бассейновому округу, водохозяйственный участок реки — Печора от водомерного поста у посёлка Шердино до впадения реки Уса, речной подбассейн реки — бассейны притоков Печоры до впадения Усы. Речной бассейн реки — Печора.
Код объекта в государственном водном реестре — 03050100212103000062262.